# Witalij Nowopaszyn
Witalij Nikołajewicz Nowopaszyn, ros. Виталий Николаевич Новопашин (ur. 28 września 1978 w Ust-Kamienogorsku, Kazachska SRR) – kazachski hokeista, reprezentant Kazachstanu.

## Kariera
- Torpedo Ust-Kamienogorsk (1997-1999)
- Torpedo Niżny Nowogród (1999-2002)
- Saławat Jułajew Ufa (2002-2003)
- Mietałłurg Nowokuźnieck (2003-2004)
- Torpedo Niżny Nowogród (2004-2010)
- Barys Astana (2010-2013)
- Atłant Mytiszczi (2013-2015)
- Spartak Moskwa (2015)

Wychowanek Torpedo Ust-Kamienogorsk. Po wielu latach występów w klubach rosyjskich, od czerwca 2010 roku zawodnik rodzimego, kazachskiego klubu Barys Astana. Od maja 2013 zawodnik Atłanta Mytiszczi, związany dwuletnim kontraktem. Od czerwca 2015 zawodnik Spartaka Moskwa.
Uczestniczył w turniejach mistrzostw świata w 1999, 2000, 2001, 2002, 2005, 2011, 2012, 2013.

## Sukcesy
Reprezentacyjne
- Złoty medal zimowych igrzysk azjatyckich: 2011
- Awans do MŚ Elity: 2011, 2013

Klubowe
- Złoty medal mistrzostw Kazachstanu: 1998 z Torpedo
- Mistrzostwo Wysszaja Liga: 2007 z Torpedo
- Awans do Superligi: 2007 z Torpedo

Indywidualne
- Wyższa Liga 2004/2005:
  - Pierwsze miejsce w klasyfikacji +/−
- KHL (2010/2011):
  - Czwarte miejsce w klasyfikacji +/− w sezonie zasadniczym: +25
  - Nagroda Dżentelmen na Lodzie dla obrońcy – honorująca graczy, którzy łączą sportową doskonałość z nieskazitelnym zachowaniem: 53 mecze, 5 gole, 13 asysty, +22 punkty i 22 minuty kar